# Jean de la Cassière
Jean de la Cassière (1502 - 21 de desembre de 1581) fou Gran Mestre de l'Hospital. Es va encarregar de construir l'església conventual de Sant Joan a La Valletta, l'actual Cocatedral de Sant Joan, a la cripta de la qual està enterrat.
La Cassière provenia de la Llengua d'Alvèrnia i es va donar a conèixer en diverses campanyes al nord d'Àfrica per a l'Orde, fins que el 30 de gener de 1572 va succeir en el gran mestratge Pierre de Monte.
Els primers anys de mestratge van estar marcats per l'enfrontament de l'Orde amb el bisbe de Malta, per veure fins on arribava la jurisdicció episcopal. Aquestes disputes no tenien precedent des de l'establiment de l'Orde a Malta el 1530. La Cassière es va veure incapaç de resoldre els problemes i els va posar a mans del papa de Gregori XIII, que va aportar un Gran Inquisidor a Malta, pas que va crear nombrosos ressentiments a l'Orde.
Un segon conflicte major va començar el 1575 amb la República de Venècia, quan les galeres malteses van atacar un vaixell venecià que portava béns dels jueus venecians. El conflicte de nou va haver d'acabar amb la intervenció papal i el pagament d'una suma considerable als venecians.
El tercer problema que va patir l'Orde durant el mestratge de La Cassière quan el rei Felip II d'Espanya volia nomenar l'Arxiduc Wenceslau d'Àustria, fill de l'emperador Maximilià II i cosí del rei, que tenia 17 anys, i volia que fos Prior de Castella i Lleó. De nou el papa va haver d'intervenir i va obligar el Mestre a demanar perdó.
Aquests fets van provocar ressentiments entre els cavallers i el Mestre, que va ser culpat d'aquests problemes i humiliacions. Tot es va concretar en un motí de cavallers el 1581 que el van desposseir i el van tancar al Fort de Sant Àngel. A continuació, Mathurin Romegas, antic Prior de Tolosa i un almirall de l'orde molt celebrat, que era el Lloctinent del Gran Mestre, va ser elegit de facto nou Gran Mestre.
El papa, immediatament, va enviar un missatger per administrar l'Orde mentre continués la disputa. La Cassière i Romegas van ser cridats a Roma per explicar la seva conducta. La Cassière hi va arribar el 26 d'octubre de 1581 i, per ordre del papa Gregori XIII, va ser tractat amb deferència i cerimònia. La Cassière va ser restablert en honors i càrrecs, inclòs el de Gran Mestre. Va tornar a Malta i no va viure massa temps per viure aquest triomf, ja que va morir a Roma el 21 de desembre de 1581 amb 78 anys. El seu cos va ser traslladat a Malta i enterrat a la cripta de la Cocatedral de Sant Joan.